# Alexei Anatoljewitsch Schmidt
Alexei Anatoljewitsch Schmidt (russisch Алексей Анатольевич Шмидт; * 17. April 1983 in Chimki, Oblast Moskau) ist ein ehemaliger russischer Radrennfahrer, der Rennen auf Bahn und Straße fuhr.

## Sportliche Laufbahn
Seine ersten sportlichen Erfolge errang Alexei Schmidt auf der Bahn. 2001 wurde er Junioren-Europameister im Punktefahren, errang mit dem russischen Junioren-Vierer Bronze in der Mannschaftsverfolgung bei den Junioren-Bahnweltmeisterschaften Bronze und wurde gemeinsam mit Konstantin Ponomarjow U23-Vize-Europameister in der Mannschaftsverfolgung. Im Jahr darauf errang er Silber bei der U23-Europameisterschaft im Scratch. 2003 sowie 2004 errang er weitere Medaillen bei U23-Europameisterschaften auf der Bahn. 2005 wurde er im italienischen Dalmine hinter Cordiano Dagnoni Derny-Europameister. Beim Bahnrad-Weltcup 2006 in Moskau belegte er mit Ponomarjow den zweiten Platz im Zweier-Mannschaftsfahren.
Im selben Jahr erhielt Schmidt bei dem russischen Continental Team Omnibike Dynamo Moscow seinen ersten Vertrag. In seiner ersten Saison entschied er zwei Etappen des Grand Prix Sotschi und eine Etappe des Rennens Five Rings of Moscow für sich, 2006 gewann er eine Etappe der Tour of Hainan. 2007 gewann er die Gesamtwertung des Grand Prix Sotschi sowie jeweils eine Etappe von Five Rings of Moscow und der Serbien-Rundfahrt. 2009 siegte er im Straßenrennen der Makkabiade.

## Erfolge

### Straße
2005
- zwei Etappen Grand Prix Sotschi
- eine Etappe Five Rings of Moscow

2006
- eine Etappe Tour of Hainan

2007
- eine Etappe Five Rings of Moscow
- Gesamtwertung und eine Etappe Grand Prix Sotschi
- eine Etappe Serbien-Rundfahrt

2009
- Makkabiade – Straßenrennen

### Bahn
2001
- Junioren-Weltmeisterschaft – Mannschaftsverfolgung (mit Ilja Krestianinow, Roman Paramonow und Alexei Tschunossow)
- U23-Europameisterschaft – Zweier-Mannschaftsfahren (mit Konstantin Ponomarjow)
- Junioren-Europameister – Punktefahren

2002
- U23-Europameisterschaft – Scratch

2003
- U23-Europameisterschaft – Zweier-Mannschaftsfahren (mit Konstantin Ponomarjow), Mannschaftsverfolgung (mit Mikhail Mikheev, Alexander Chatunzew und Ilya Krestianinov)

2004
- U23-Europameisterschaft – Mannschaftsverfolgung (mit Ilya Krestianinov, Alexander Chatunzew und Sergei Sewostianow)

2005
- Europameister – Dernyrennen
- Europameisterschaft – Zweier-Mannschaftsfahren (mit Konstantin Ponomarjow)

2007
- Europameisterschaft – Zweier-Mannschaftsfahren (mit Iwan Kowaljow)

## Teams
- 2005 Omnibike Dynamo Moscow
- 2006 Omnibike Dynamo Moscow
- 2007 Moscow Stars
- 2008 Katyusha
- 2009 JMS (bis 30.06.)
- 2009 Moscow (ab 01.07.)
- 2010 Team Type 1
- 2011 Team Type 1-Sanofi
- 2012 Team Type 1 Development Team
- 2013 UnitedHealthcare of Georgia/The 706 Project